# Erodium botrys
Erodium botrys — вид растений семейства Гераниевые (Geraniaceae).
Этимология: лат. botrys — «виноград».

## Описание
Растение поднимается из розетки лопастного зелёного листья с красными черешками. Достигает в высоту 10-90 см. Листья немного волосатые. Зонтики с 1-3 (-4) цветов. Имеет небольшие цветы, шаровидные, около пяти лепестков пурпурно-лавандового цвета. Плоды удлиненные, достигают 12 см в длину. Цветет с апреля по май.

## Распространение
Северная Африка: Алжир; [пу.] Марокко; Тунис. Западная Азия: Кипр; Израиль; Ливан; Сирия; Турция. Европа: Беларусь; Болгария; Бывшая Югославия; Греция [вкл. Крит]; Италия [вкл. Сардиния, Сицилия]; Франция [вкл. Корсика]; Португалия [вкл. Мадейра]; Гибралтар; Испания [вкл. Балеарские острова, Канарские острова]. Натурализованный в некоторых других странах.